# Michał Borowski (1872–1939)
Michał Aleksander Borowski (ur. 10 listopada 1872 w Juncewiczach, zm. 23 grudnia 1939 w Wilnie) – polski kontradmirał i inżynier mechanik okrętowy. Służył w Imperatorskiej Marynarce Wojennej Rosji i brał udział w wojnie rosyjsko-japońskiej oraz I wojnie światowej. Następnie został przyjęty do Wojska Polskiego, w którym karierę zakończył w 1928 na stanowisku przewodniczącego Delegacji Polskiej do Rady Portu i Dróg Wodnych w Gdańsku.

## Życiorys

### Służba wojskowa
Michał Aleksander Borowski urodził się 10 listopada 1872 w Juncewiczach. Syn Kazimierza i Ludwiki z Koziełł-Poklewskich. Był absolwentem Morskiej Szkoły Inżynierii w Kronsztadzie, po ukończeniu której do 1918 służył w rosyjskiej Marynarce Wojennej, awansując do stopnia generała majora floty. Początkowo pływał na okrętach jako oficer mechanik. W 1905 uczestniczył w działaniach morskich podczas wojny rosyjsko-japońskiej. Następnie sprawował nadzór nad budową jednostek pływających w Europie oraz Stanach Zjednoczonych. W czasie I wojny światowej był kierownikiem Działu Mechanicznego w Głównym Zarządzie Budowy Okrętów i Wyposażenia. Pod koniec wojny dostał się do niewoli niemieckiej.
W 1918 powrócił do Polski. Uczestniczył w działalności stowarzyszenia „Bandera Polska”. Dekretem Naczelnego Wodza z 1 marca 1919 został przyjęty do Wojska Polskiego z warunkowym zatwierdzeniem posiadanego stopnia generała majora marynarki. Od 27 marca 1919, po wprowadzeniu nomenklatury tytułów oficerskich, występował jako generał podporucznik marynarki. Rozkazem z 1 marca 1919 szefa Sztabu Generalnego, w zastępstwie płk. Stanisława Hallera został zaliczony z dniem 19 grudnia 1918 do Rezerwy Oficerów WP. Od 1920 był szefem Wojskowego Przedstawicielstwa Polski w Gdańsku. W tym czasie przewodniczył komisji zakupu 4 poniemieckich trałowców typu FM. W 1921 został przydzielony na zastępcę przewodniczącego Delegacji Polskiej w Radzie Portu i Dróg Wodnych w Gdańsku. W późniejszym czasie piastował stanowisko przewodniczącego tej delegacji. Dekretem Naczelnika Państwa z dnia 29 grudnia 1921 r. został odznaczony Orderem Odrodzenia Polski klasy IV – „w uznaniu zasług, położonych dla Rzeczypospolitej Polskiej na polu organizacji wojskowej”. 27 października 1923 został zatwierdzony w stopniu generała brygady ze starszeństwem z dniem 1 czerwca 1919 w korpusie generałów. 30 grudnia 1925 został przeniesiony do korpusu oficerów morskich i przemianowany na kontradmirała. Z dniem 31 stycznia 1928 został przeniesiony w stan spoczynku. Na emeryturze zasiadał w Radzie Głównej Ligi Morskiej i Rzecznej. Zmarł w Wilnie 23 grudnia 1939.

## Ordery i odznaczenia
- Krzyż Komandorski Orderu Odrodzenia Polski (10 listopada 1927)[7]
- Krzyż Oficerski Orderu Odrodzenia Polski (29 grudnia 1921)[6][5]